# Bob Donewald
Robert Donewald jr., detto Bob (South Bend, 26 gennaio 1970), è un allenatore di pallacanestro e dirigente sportivo statunitense.

## Carriera
Ha guidato la Cina ai Campionati mondiali del 2010, ai Campionati asiatici del 2011 e ai Giochi olimpici di Londra 2012.